# Kasernenviertel (Bayreuth)

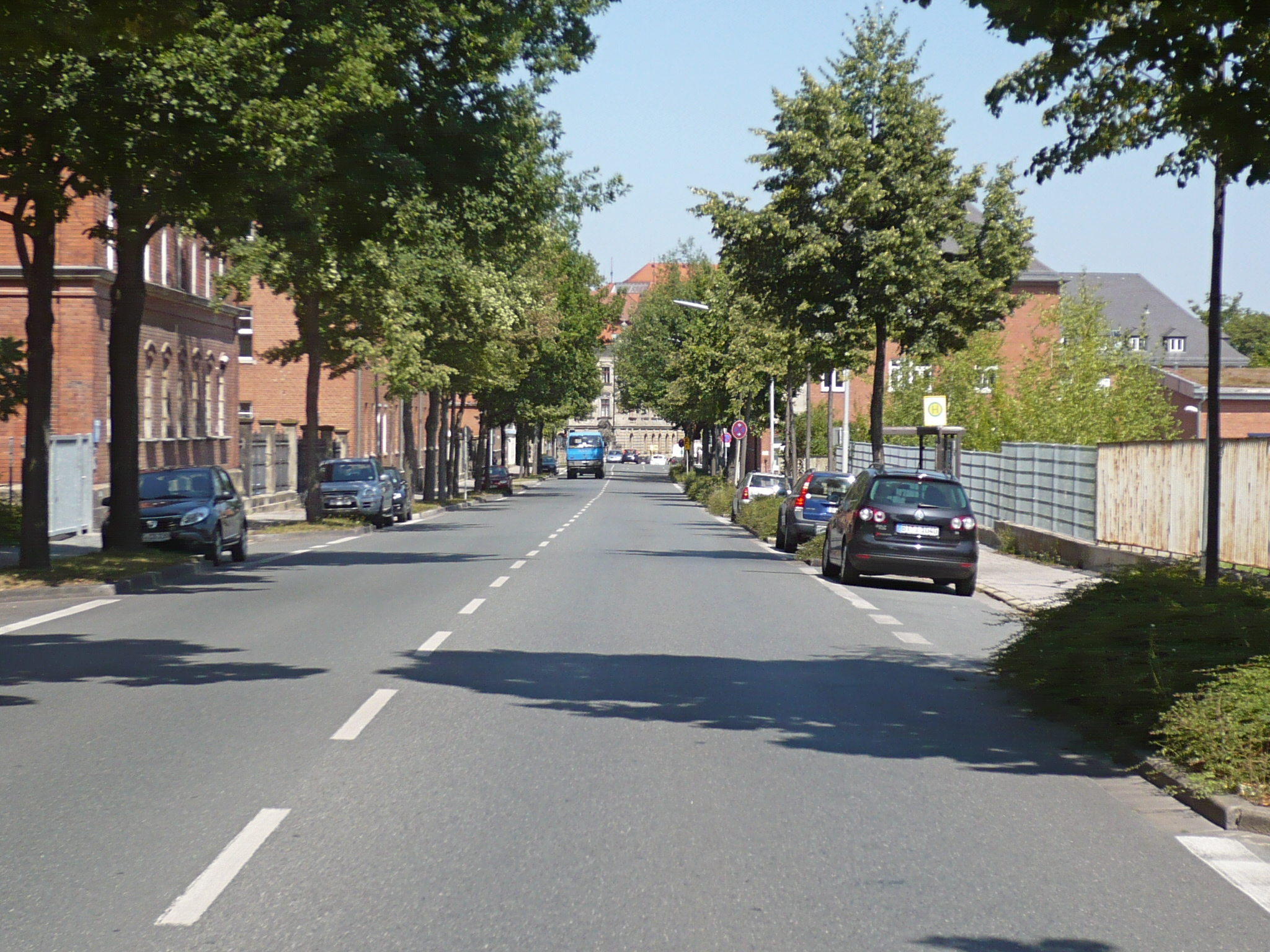
Ludwig-Thoma-Straße, links vorn das ehemalige Familiengebäude der „Siebener“ von 1894, rechts die ehemalige US-Kaserne, im Hintergrund der Justizpalast

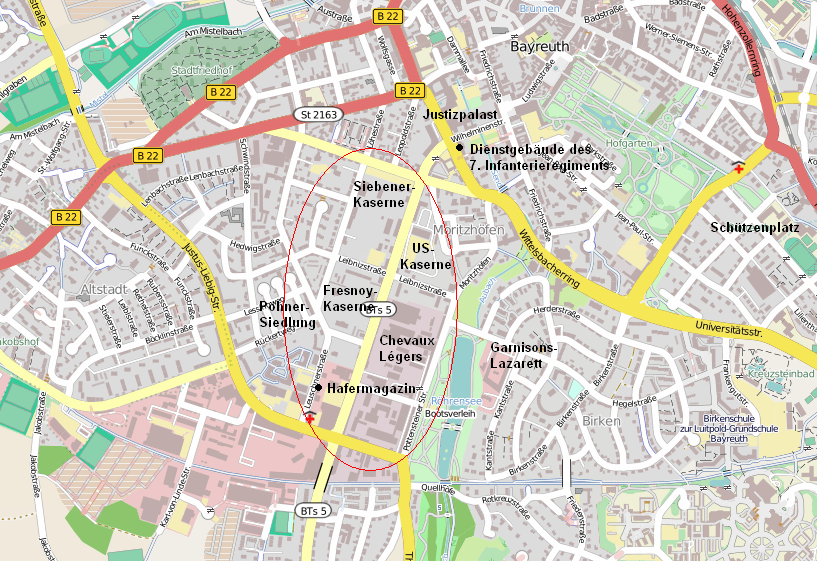
Stadtplanausschnitt mit dem Kasernenviertel

Das Kasernenviertel ist ein Teil von Bayreuth.

## Name

Kasernenviertel auf einem Plan von ca. 1905 – rechts oben die alte Chevauleger-Kaserne am Geißmarkt

Es hat seinen Namen von den Kasernen, die dort gegen Ende des 19. Jahrhunderts für die Bayerische Armee errichtet wurden. Die letzte Kaserne wurde 1992 mit dem Abzug der US-amerikanischen Truppen als solche aufgegeben.
Nach 1945 wurde für das Gebiet amtlicherseits der Name Industriegebiet Süd verwendet, der sich aber nicht durchgesetzt hat. Auch der im Entwurf des Flächennutzungsplans vorgeschlagene Name Röhrensee fand keine Akzeptanz, mit ihm verbindet die Bevölkerung lediglich den nahegelegenen gleichnamigen See und den ihn umgebenden Park.

## Lage
Das Kasernenviertel liegt südlich der Innenstadt in flachem Gelände. Es wird von der Rathenaustraße, dem Stadtteil Moritzhöfen, dem Röhrenseepark, der Justus-Liebig-Straße und dem Straßenzug Leuschnerstraße – Robert-Koch-Straße umgrenzt.

## Vorgeschichte

Neue Kasernbrücke über den Roten Main, dahinter die Mainkaserne und das Jägerhaus, um 1900

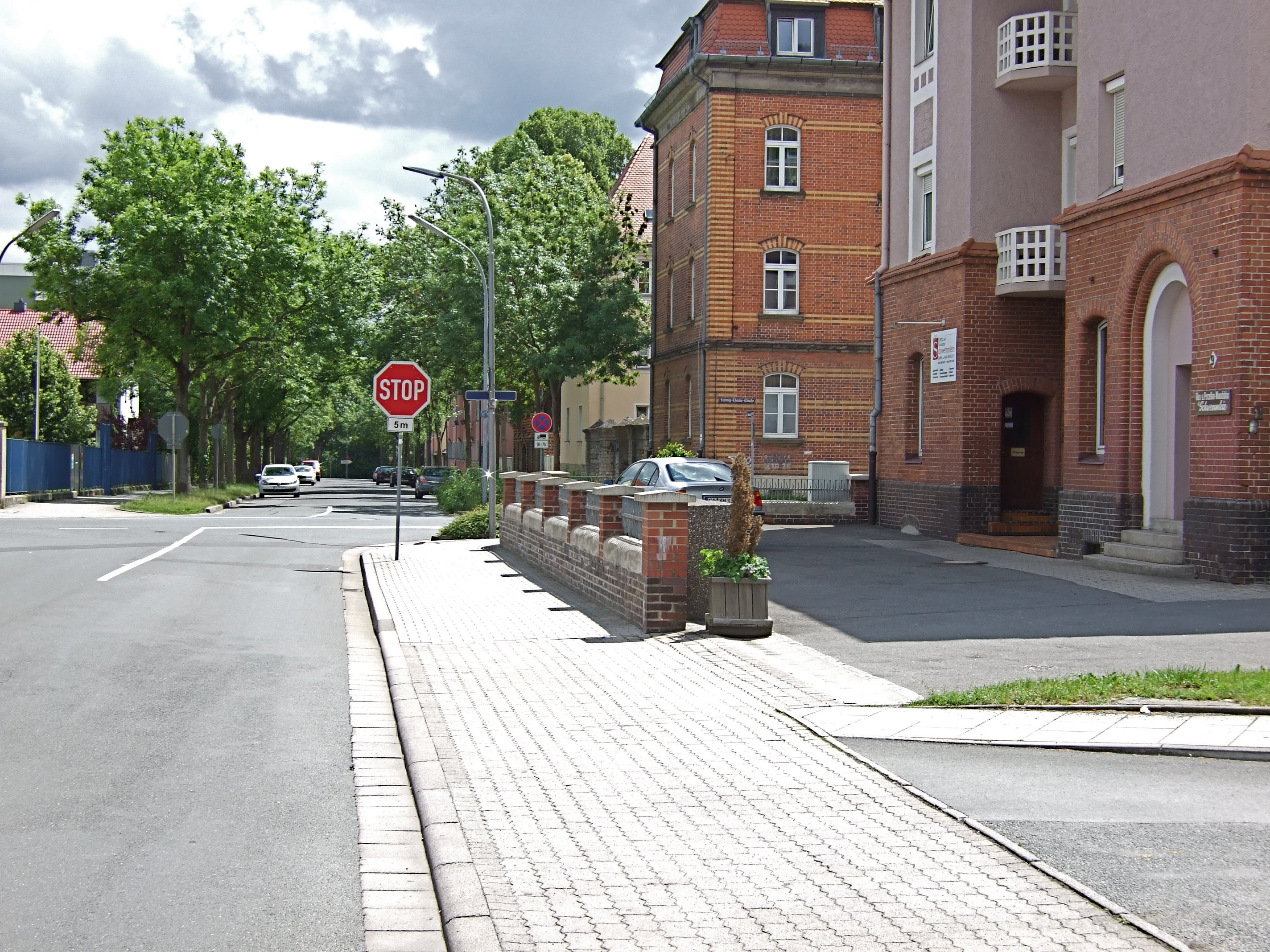
Rechts das einstige Stabsgebäude der Fresnoy-Kaserne, dahinter ein Familiengebäude der Chevaux légers an der Ecke Leibniz-/Ludwig-Thoma-Straße

Bayreuth hat eine alte Tradition als Garnisonstadt. Im Jahr 1603 verlegte Markgraf Christian seine Residenz von der Plassenburg in Kulmbach nach Bayreuth. Südlich des heutigen Hauptbahnhofs wurde die Jägerkaserne errichtet, in der von 1783 bis 1786 August Neidhardt von Gneisenau seinen Dienst verrichtete. Nach dem Verkauf der Stadt und des ehemaligen Fürstentums an das Königreich Bayern rückte am 17. August 1810 das 14. Bayerische Linieninfanterieregiment in die Stadt ein. Ab Februar 1814 war das 13. Infanterieregiment geschlossen in Bayreuth untergebracht, wo es bis 1866 blieb. Am 15. September 1866 zogen das 6. Chevaulegers-Regiment und die ersten beiden Bataillone des 7. Infanterieregiments in die Garnison ein. Letzteres Regiment wurde Ende März 1919 aufgelöst.
1701 hatte Markgraf Christian Ernst an der heutigen Kolpingstraße eine Reiterkaserne errichten lassen, die 1737 wegen Baufälligkeit abgerissen und bis 1739 durch einen Neubau ersetzt wurde. In den oberen Stockwerken der Mainkaserne waren 500 Soldaten, im Erdgeschoss die Ställe untergebracht. Nach dem Anschluss an Bayern diente das Gebäude als Infanteriekaserne für rund 1000 Soldaten. 1903 wurde die Kaserne zugunsten des neuen Areals aufgegeben und 1912 von der Stadt erworben. Im April 1945 wurde sie durch Fliegerbomben zerstört, die letzten Reste wurden 1948 beseitigt.

## Geschichte

### Militärische Nutzung

Prinz-Leopold-Kaserne (Hofseite, 1912)

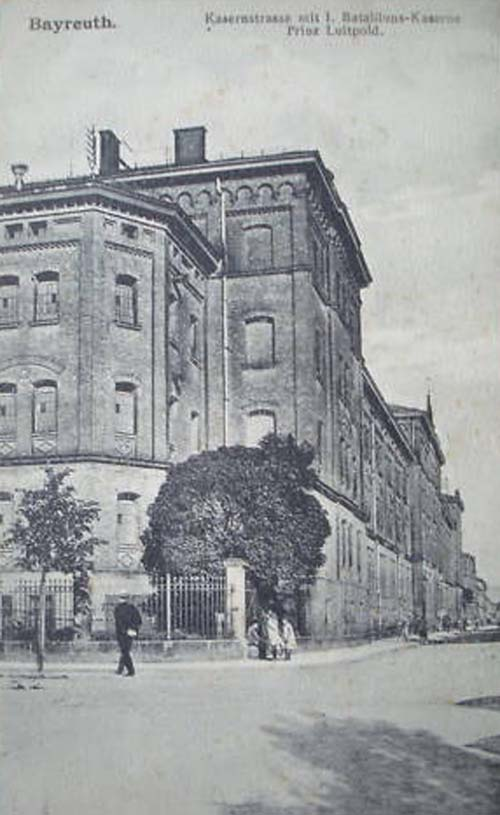
Prinz-Leopold-Kaserne (Straßenseite, um 1900)

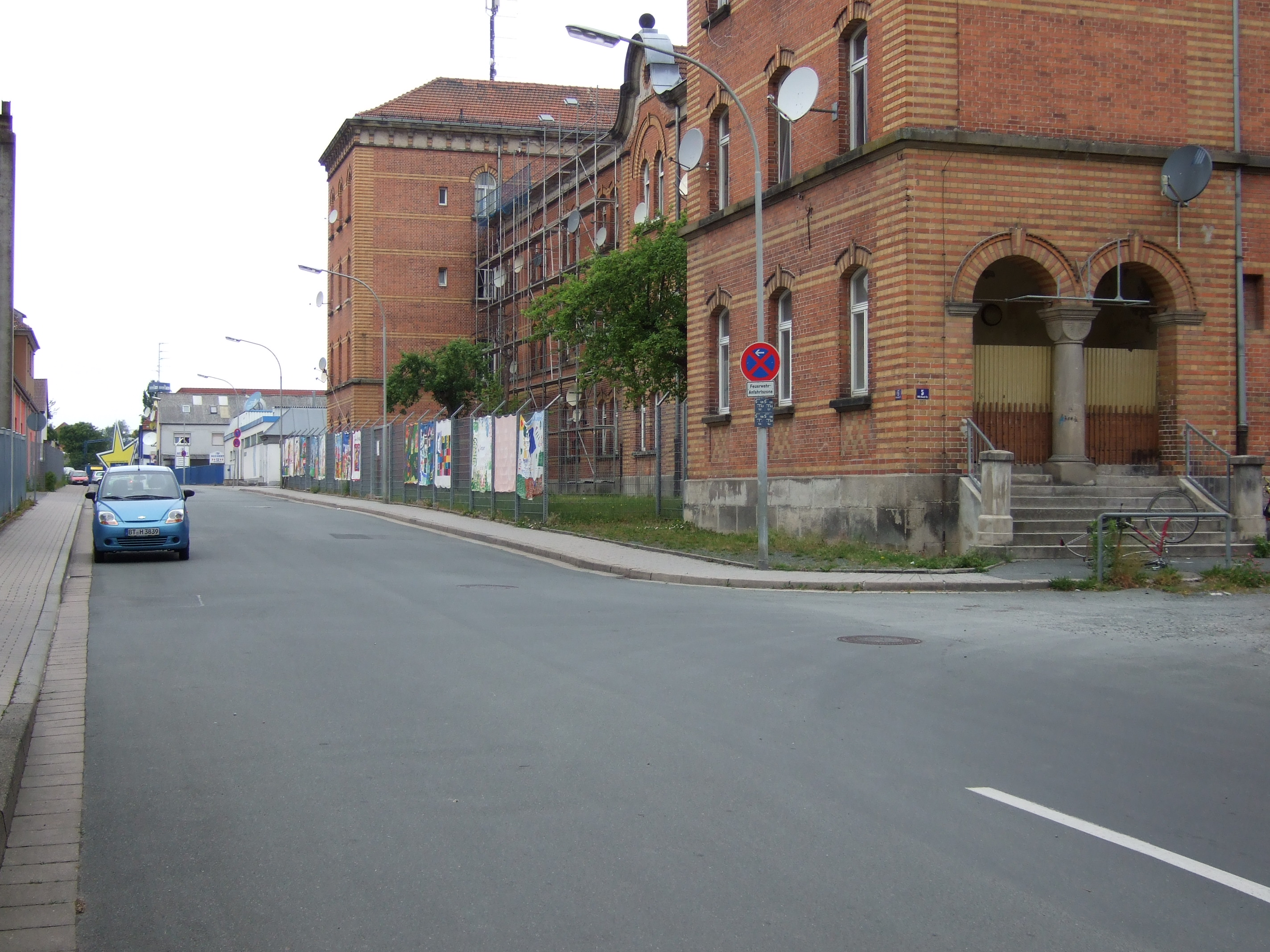
Wilhelm-Busch-Straße, rechts die einstige Doppeleskadronkaserne

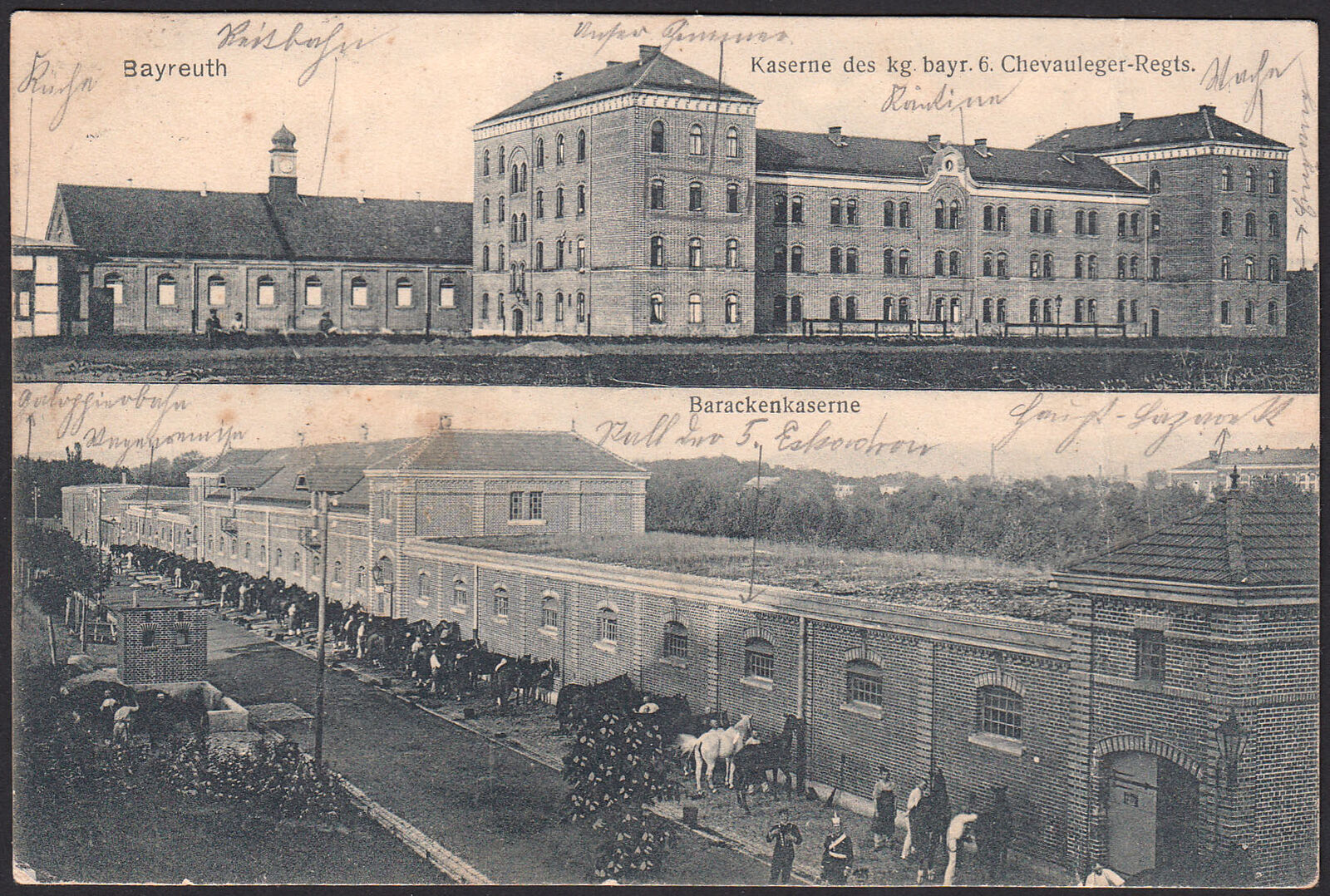
Chevauleger-Kaserne (1915)

Bis in die zweite Hälfte des 19. Jahrhunderts war das Gebiet des späteren Kasernenviertels landwirtschaftlich geprägt, das 1937 abgerissene Seilersgut an der heutigen Leuschnerstraße war das einzige Anwesen. Hauptachse des Kasernenviertels wurde die in Nord-Süd-Richtung angelegte Hartmannstraße (seit 1947 Ludwig-Thoma-Straße), parallel verliefen östlich die Pottensteiner Straße und westlich der Straßenzug Von-der-Tann-Straße (seit 1947 Robert-Koch-Straße) – Wörthstraße (seit 1947 Leuschnerstraße). Im rechten Winkel dazu wurden die Xylanderstraße (seit 1947 Leibnizstraße) und die Weißenburger Straße (seit 1947 Röntgenstraße) gebaut.

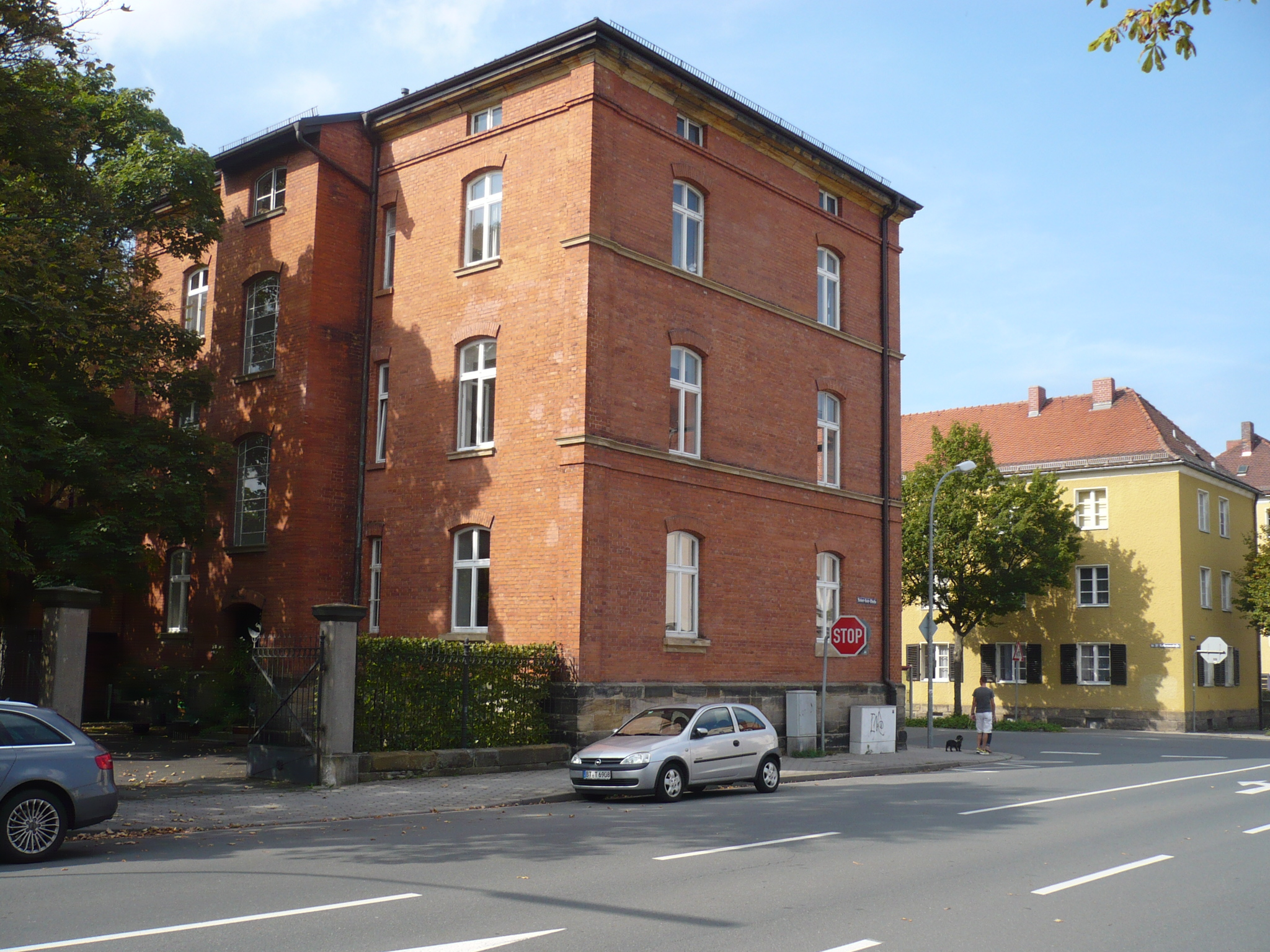
Einstiges Bezirkskommandogebäude an der Rathenaustraße

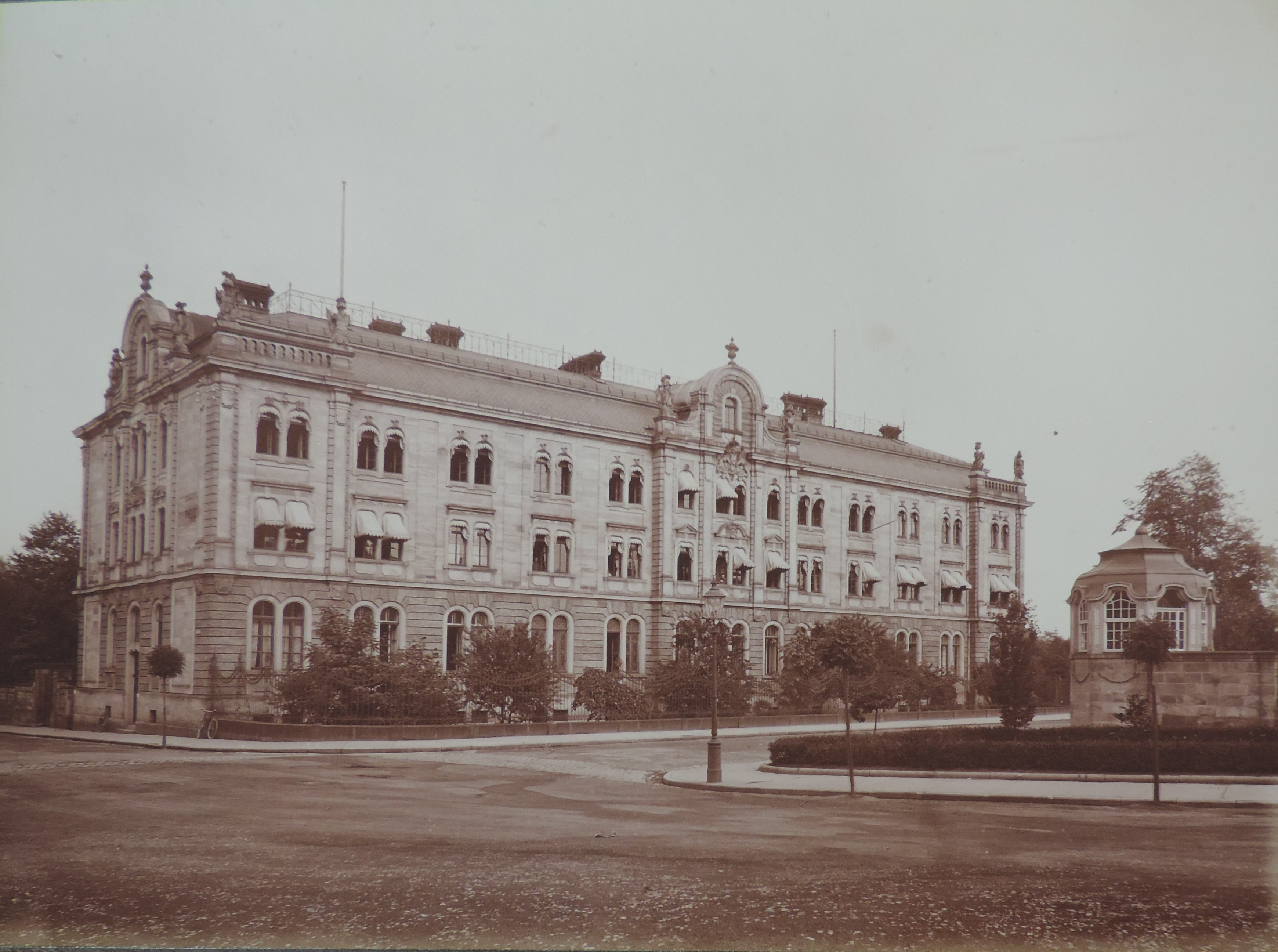
Dienstgebäude des 7. Infanterieregiments (Wilhelminenstraße 7)

Mit der Bataillonskaserne des 1. Bataillons des 7. Infanterieregiments (Prinz-Leopold-Kaserne), im Volksmund „Siebenerkaserne“ genannt, entstand 1877/78 an der Kasernstraße (seit 1947 Rathenaustraße) das größte Bauwerk auf dem Areal. 1972 wurde der Ziegelsteinbau ersatzlos abgebrochen, das Gelände dient heute als Parkplatz. Entlang der westlichen Xylanderstraße wurden an deren Nordseite zwischen 1890 und 1895 zwei Halbbataillonskasernen für das 3. Bataillon errichtet, von denen eine im Zweiten Weltkrieg durch Bomben zerstört (110 Tote), die andere 1970 abgerissen wurde. Zwei Familiengebäude entstanden an der heutigen Ludwig-Thoma-Straße 2 (1888) und 6 (1894), an der Von-der-Tann-Straße ein Wasch- und Badehaus (1895), eine Fahrzeugremise (1899) und ein Exerzierhaus (1877–1879). Von den drei letztgenannten Gebäuden ist keines mehr existent. An der Ludwig-Thoma-Straße stand ab 1896 die Arrestanstalt (Hausnummer 18). Ferner gab es das Bezirkskommandogebäude von 1879 (heutige Rathenaustraße 27), das Dienstgebäude des 7. Infanterieregiments (Wilhelminenstraße 7, damals Heldstraße) und das Garnisonslazarett, das 1896/97 etwas abseits in der Lazarettstraße (seit 1947 Hegelstraße) errichtet wurde.
Die Kaserne und die Stallungen des 6. Chevaulegers-Regiments standen im 19. Jahrhundert am Geißmarkt. In den Jahren 1892/93 kamen an der Ostseite der Hartmannstraße gemauerte Wohn- und Stallbaracken, eine Küchenbaracke mit Waschhaus, eine Beschlagschmiede und eine Reithalle hinzu. Zwischen 1895 und 1897 wurde das Proviantamt mit einem Dienstgebäude, Futtermagazinen und einer Bäckerei zwischen der Weißenburger Straße und der Orleansstraße gebaut. Das ehemalige Hafermagazin brannte im Februar 1963 bei einem Großfeuer aus. Entworfen wurden diese Gebäude in München unter der Federführung des Königlichen Oberbaurats Ludwig Mellinger. Er verwendete Ziegel-Sichtmauerwerk, was im von Sandstein- und Putzbauten geprägten Bayreuth zunächst ungewohnt war.
Fast alle weiteren Gebäude entstanden erst nach der Jahrhundertwende. Zwischen der Hartmannstraße und der Pottensteiner Straße wurden von 1903 bis 1928 neue Gebäude für das 6. Chevaulegers-Regiment errichtet, von denen viele noch erhalten sind und einer anderen Nutzung zugeführt wurden. Von 1905 bis 1907 kamen zwischen der Xylanderstraße und der Weißenburger Straße zwei Halbbataillonskasernen des 2. Bataillons der „Siebener“ dazu (Fresnoy-Kaserne), die zwischen 1969 und 1975 wieder abgebrochen wurden. Das Exerzier- und das Patronenhaus wurden im Zweiten Weltkrieg zerstört, das Familiengebäude an der Ludwig-Thoma-Straße Ecke Röntgenstraße verschwand 1981. Erhalten blieben das Wirtschaftsgebäude, das heute von der Studiobühne Bayreuth genutzt wird, und das Stabsgebäude.
Auf dem Areal der einstigen Baracken des 6. Chevaulegers-Regiments entstand 1937/38 ein Kasernengebäude, das nach dem 1935 verunglückten NSDAP-Gauleiter der Bayerischen Ostmark, Hans Schemm, benannt wurde. Im Dritten Reich wurde auf dem Gelände jährlich der „Tag der deutschen Wehrmacht“ veranstaltet. Die Waffen- und Fahrzeugschau mit Eintopfessen fand bei der Bevölkerung große Resonanz.
1938 entstand zwischen den beiden Wehrmachts-Familiengebäuden von 1888 und 1894 in der Hartmannstraße mit einer Unteroffizierskaserne ein dritter Bau. Ein Regimentsstabsgebäude und ein Heereswirtschaftsgebäude wurden 1938/39 in der heutigen Wilhelm-Busch-Straße errichtet. Diese Straße lag ursprünglich im Kasernenbereich und trug zunächst keinen Namen.
Der zweite Bombenangriff der US Air Force auf die Stadt am 8. April 1945 galt insbesondere dem Kasernenviertel. 51 Maschinen des Typs B-24 warfen zwischen 12:06 und 12:08 Uhr 521 Bomben über Bayreuth ab. Allein in der Hans-Schemm-Kaserne fielen bis zu 170 Soldaten, die gerade Essen fassten, dem Angriff zum Opfer.

### Ehrenmal für die Gefallenen des Königlich-Bayerischen 7. Infanterieregiments

Ehrenmal der „Siebener“ bei seiner Enthüllung am 14. November 1920

Das in Bayreuth stationierte Königlich Bayerische 7. Infanterie-Regiment „Prinz Leopold“, im Volksmund als „Siebener“ bezeichnet, hatte im Ersten Weltkrieg 3387 Gefallene zu beklagen. Etwa 1500 von ihnen, die zwischen 1914 und 1916 den Tod fanden, sind auf einem Soldatenfriedhof im französischen Saint-Mihiel begraben, weitere 1900 Soldaten des Regiments liegen in Flandern. Ihnen zu Ehren wurde am 14. November 1920 an der Xylanderstraße (seit 1947: Leibnizstraße) auf dem Gelände der „Siebenerkaserne“ ein Denkmal eingeweiht. Das 4,50 Meter hohe Monument aus grauem Granit wurde von dem Bayreuther Architekten Karl Kummer, selbst ein Überlebender der Siebener, entworfen. Es zeigt eine große Urne auf einem massigen Sockel, deren Deckel von einer Kugel und einem Eisernen Kreuz bekrönt ist.
Seit dem Zweiten Weltkrieg wird das Denkmal als Mahnmal bezeichnet und erinnert auch an die zahlreichen Toten des 42. Infanterieregiments der Wehrmacht. Es erhielt die Inschrift „Den Lebenden zur Mahnung – den Toten zum Gedenken“, wurde am 20. Juni 1958 mit Hilfe von Pionieren der US-Garnison auf den Schützenplatz versetzt und am 28. Juni seiner Bestimmung übergeben. Dort ist es am Volkstrauertag zentraler Gedenkort und schließt auch gefallene Soldaten der Bundeswehr ein.

### US-Kaserne

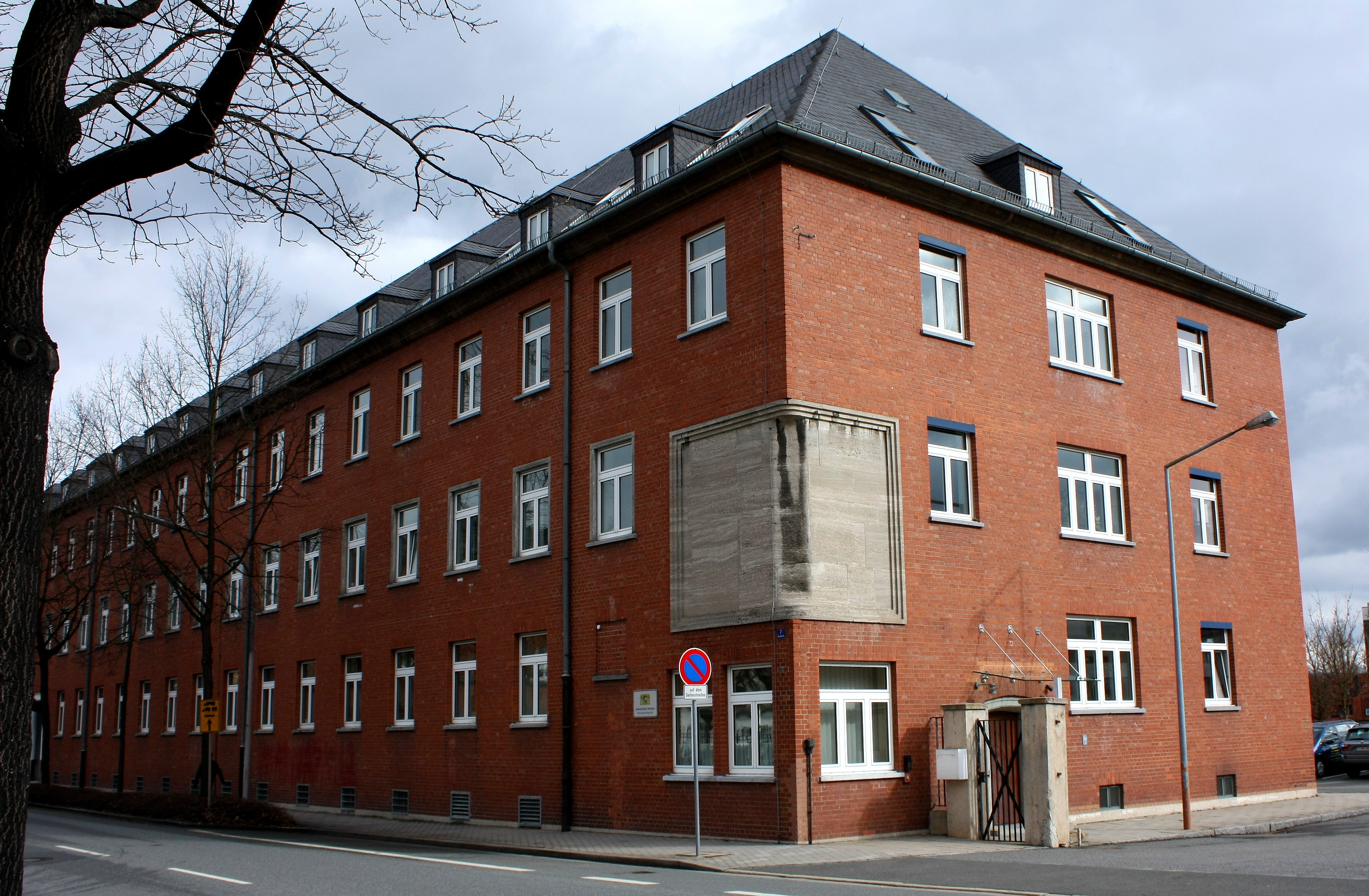
Ehemalige US-Kaserne (Hans-Schemm-Kaserne bzw. Röhrenseekaserne), 2010 – die leere Fläche an der Gebäudeecke zeigte in der NS-Zeit die Plastik „Der Weckruf“

Die Hans-Schemm-Kaserne wurde in der Nachkriegszeit von der United States Army genutzt, die diesen Namen bis 1986 beibehielt. Nicht mehr existent ist die Muschelkalk-Plastik „Der Weckruf“, das Relief eines berittenen Soldaten mit Trompete des Münchner Bildhauers Mauritius Pfeifer an der südwestlichen Gebäudeecke.
Erst im April 1986 wurde die Hans-Schemm-Kaserne in Röhrenseekaserne umbenannt. Zuletzt war dort die 84. Pioniereinheit der US-Streitkräfte stationiert, die die Anlagen 1991 räumte. Seit 1992 ist dort die Autobahndirektion Nordbayern untergebracht, 1995 kamen das Sozialgericht Bayreuth und das Arbeitsgericht Bayreuth hinzu. Auf dem Freigelände der ehemaligen Röhrenseekaserne plant die staatliche Wohnungsbaugesellschaft BayernHeim den Bau von rund 350 Wohnungen in drei Wohnblöcken, zudem eine Kindertagesstätte, ein Quartierszentrum, ein Verwaltungsgebäude sowie Hoch- und Tiefgaragen für rund 500 Autos. Die verschiedenen Bauabschnitte sollen zwischen 2024 und 2028 fertiggestellt werden. Im März 2024 wurde der Bau von 129 Wohnungen, darunter 118 „geförderte“ Mietwohnungen, genehmigt.

### Zivile Nutzung

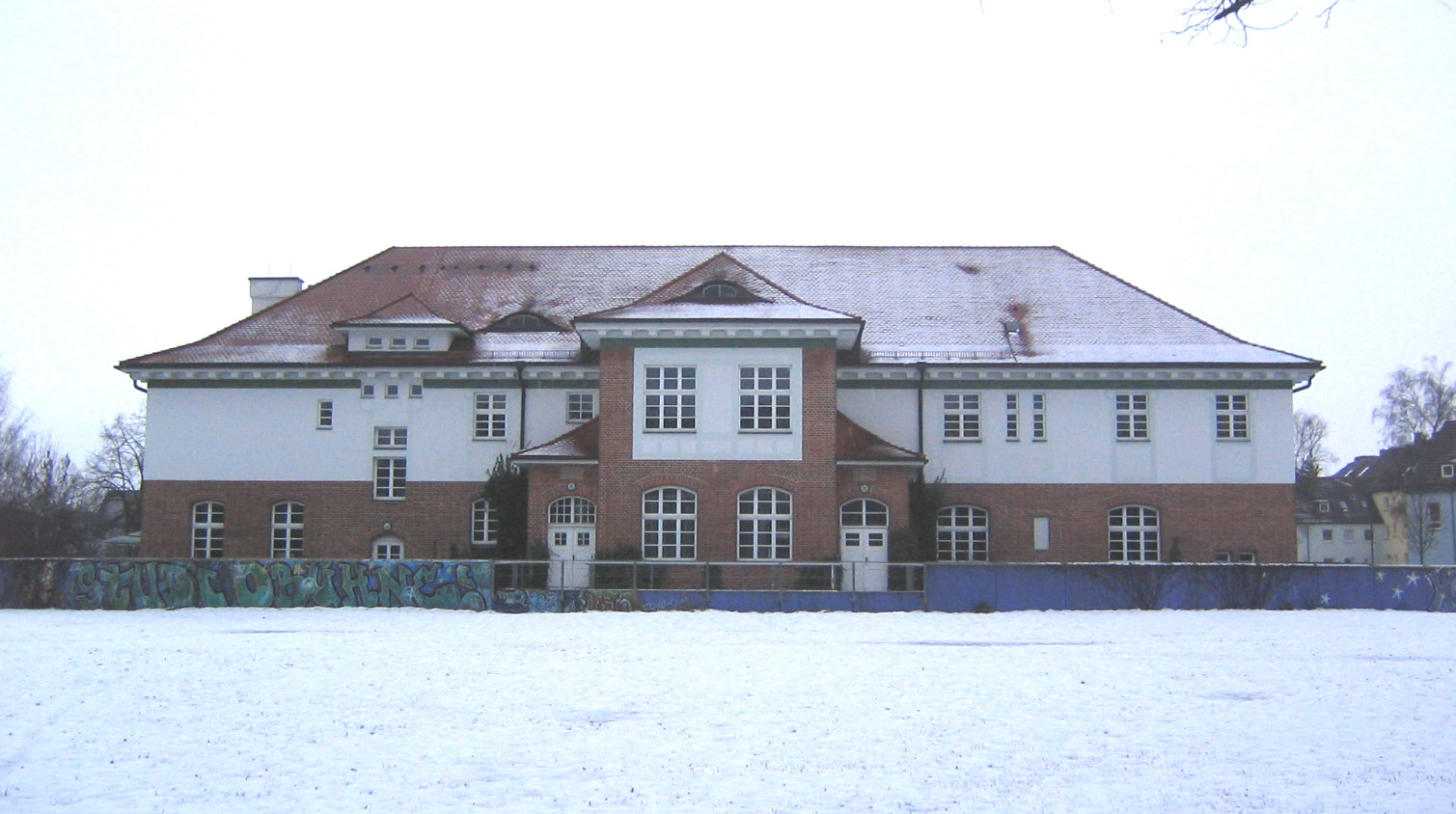
Wirtschaftsgebäude der Fresnoy-Kaserne, jetzt Studiobühne Bayreuth

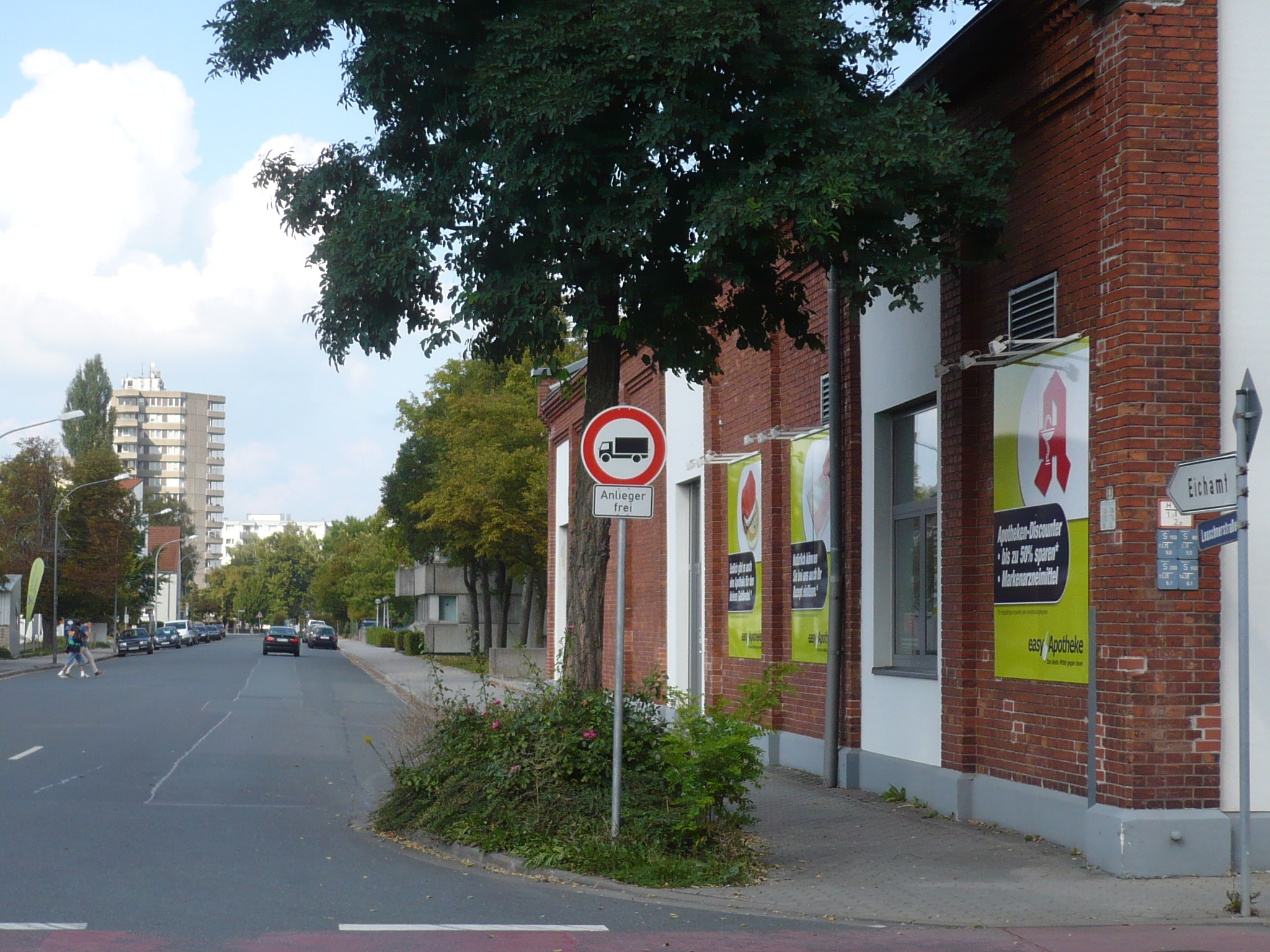
Ehemaliges Raufuttermagazin und „Wohnturm“ an der Leuschnerstraße

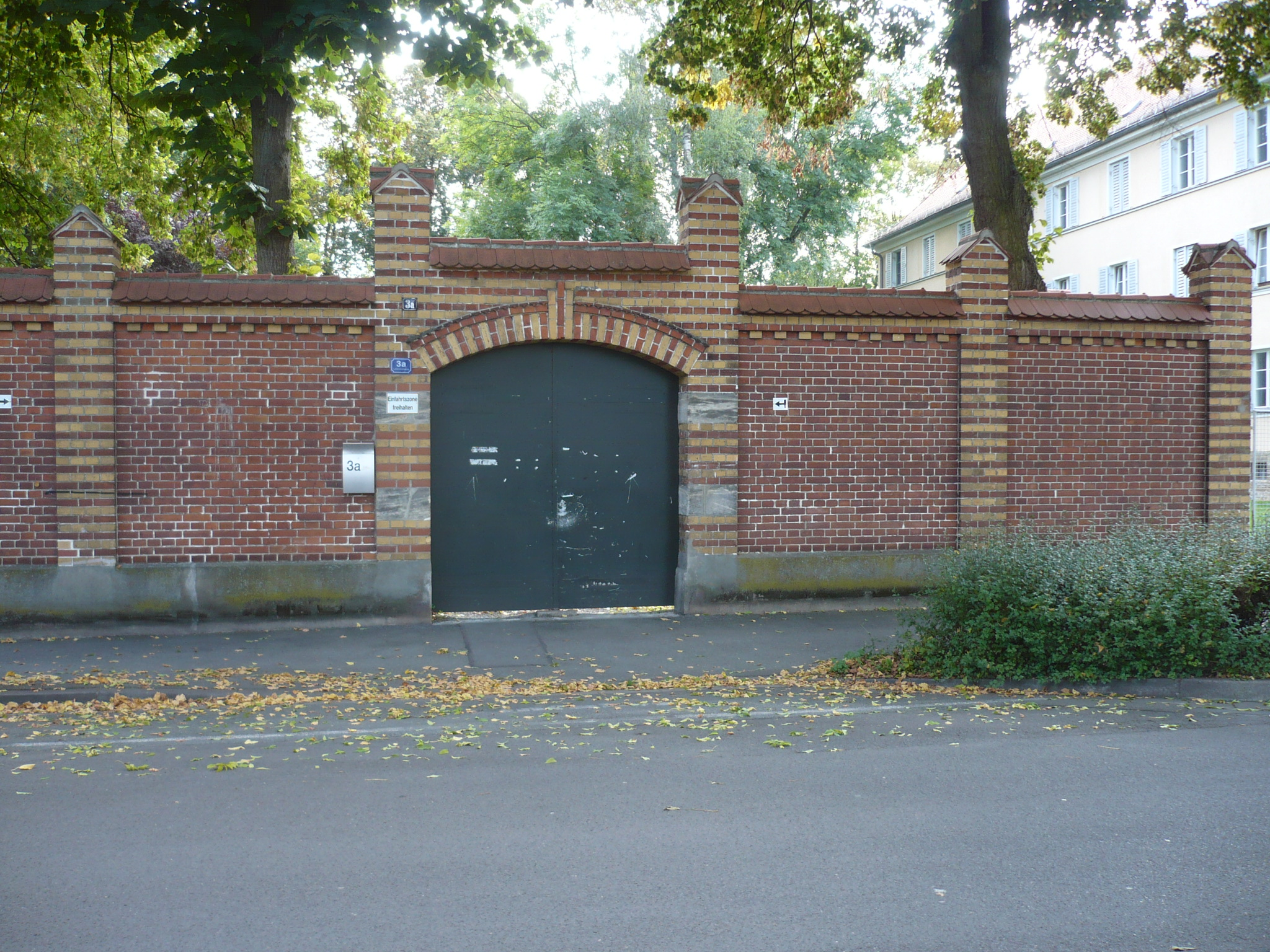
Tor zum denkmalgeschützten Krankenstall für Pferde

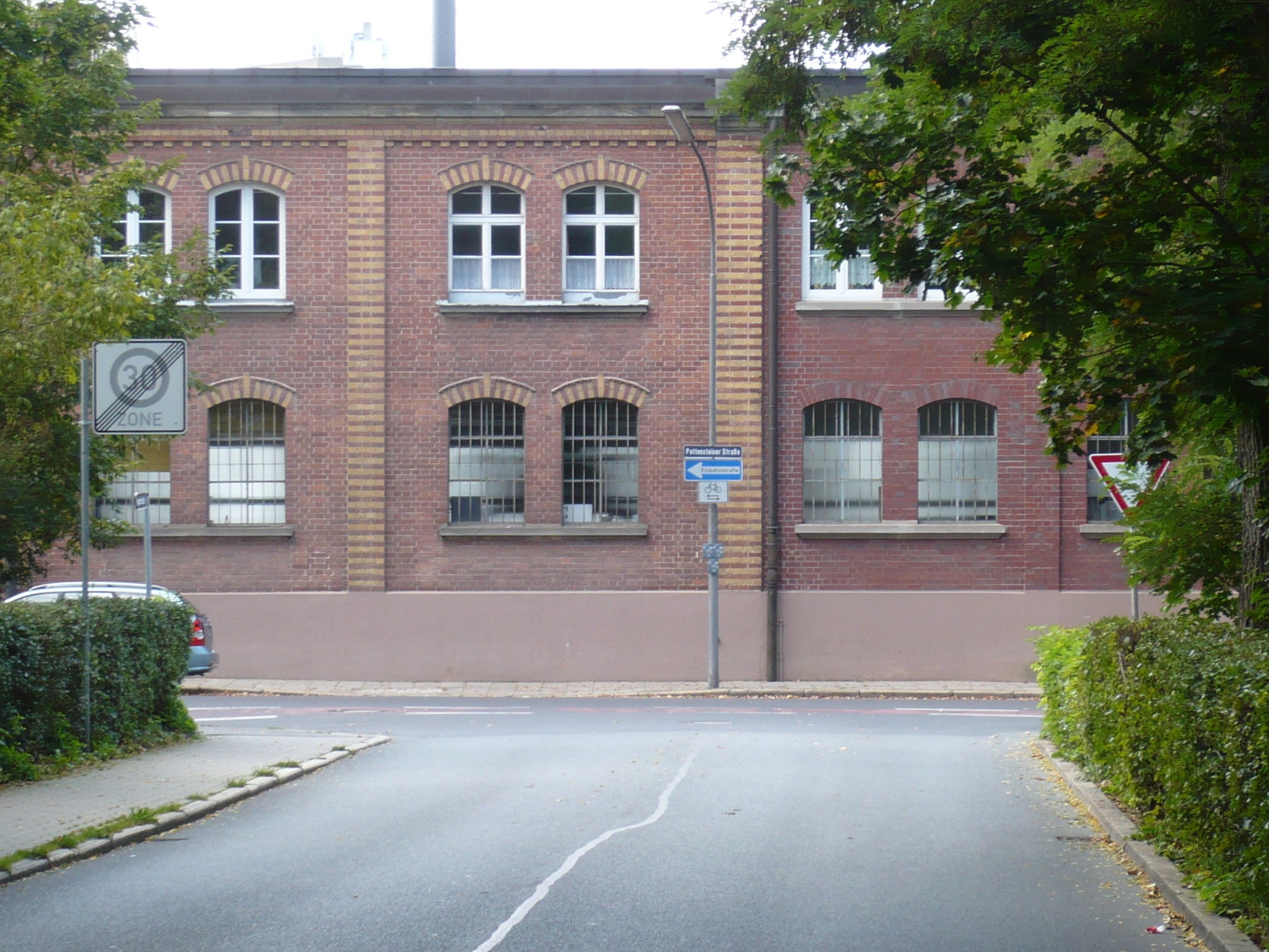
Fahrzeugremise der „Chevaux légers“ an der Pottensteiner Straße

Vor 1945 waren lediglich die Häuser Hartmannstraße 3 (Drogerie) und 5 (Bäckerei und Bierwirtschaft) zivile Bauten gewesen. Mit Ende des Zweiten Weltkriegs begann die – bis 1992 allerdings nur weitgehend – nichtmilitärische Nutzung des übrigen Kasernenviertels. In der Prinz-Leopold-Kaserne wurde ein DP-Lager eingerichtet, das vom Ende des Zweiten Weltkriegs bis Ende 1949 Wohnstätte für Displaced Persons war. Am 25. Juni 1945 wurden dort 3158 Polen, 271 Litauer, 58 Russen und zwei Staatenlose erfasst. Im August 1949 lebten noch rund 1500 Menschen in diesem Lager, vorwiegend Ukrainer, ferner Ungarn, Polen und Jugoslawen. 1950 wurde das Gebäude umgebaut, es entstanden 68 Wohnungen für vormalige Bewohner von Flüchtlingsmassenlagern. Zudem fanden dort drei Kleinbetriebe Platz, darunter eine Metzgerei und eine Fahrradhandlung.
Die ehemalige Unteroffizierskaserne in der Ludwig-Thoma-Straße 4 wurde 1950 zum Alten- und Pflegeheim umgebaut und 1951 eingeweiht. In 60 Zimmern mit fließendem Wasser wurde Platz für 140 Personen geschaffen. Im ehemaligen Kasernenhof entstand eine Grünanlage, 1955 wurde der Grundstein für ein Wirtschaftsgebäude gelegt. 1964 zog das Heim in eine neue Anlage, das Mühlhofer Stift im nahen Stadtteil Birken, um. In den Gebäuden Ludwig-Thoma-Straße 2, 4 und 6 wurden Dienststellen der Polizei untergebracht.
1970 erfolgte der Abriss der einstigen Halbbataillonskaserne Ludwig-Thoma-Straße Ecke Leibnizstraße. Bis 1996 war dort der Technische Überwachungsverein (TÜV), u. a. mit einer Kraftfahrzeug-Prüfstelle, ansässig. Bis 2015 befand sich auf dem Eckgrundstück ein Lebensmittel-Discounter.
Von den Kasernengebäuden an der Robert-Koch-Straße existierte bis Dezember 2014 noch ein Rest der kriegszerstörten Fahrzeugremise. Die übrigen Bauten sind jüngeren Datums, so das Übergangswohnheim Bayreuth II für Spätaussiedler aus der ehemaligen Sowjetunion und ein Autohaus.
Im Areal zwischen der Leibniz- und der Röntgenstraße fielen 1945 das Exerzierhaus und das Patronenhaus den Kriegsereignissen zum Opfer. Verbliebene Reste der Fresnoy-Kaserne, in denen nach dem Krieg Flüchtlinge untergebracht waren, wurden 1969 und 1970 abgebrochen, das Familiengebäude verschwand 1981. Es verblieben das einstige Stabsgebäude (Leibnizstraße 9), das seit 1946 eine Porzellanmanufaktur beherbergt, und das Wirtschaftsgebäude (Röntgenstraße 2–6), in dem 1990 die Studiobühne ihr Quartier gefunden hat. An der Stelle des Ehrenmals der „Siebener“ befindet sich an der Leibnizstraße nun ein mehrgeschossiger Wohnblock. Am Ort des einstigen Exerzierhauses errichtete die Bayreuther Baugenossenschaft in den frühen 1970er Jahren einen 48 m hohen „Wohnturm“ mit sechzehn Etagen.
An der Leuschnerstraße 51 war das frühere Hafermagazin erhalten geblieben. Im Zuge der Industrieansiedlung hatten sich nach Kriegsende dort mehrere Firmen niedergelassen. Am 26. Februar 1963 wurde das Gebäude bei einem Großfeuer zerstört, eine Seidenwirkerei, die rund 200 Beschäftigte zählende Strick- und Wirkwarenfabrik OFRA und eine Flaschenverschlussfabrik fielen den Flammen zum Opfer. An der Stelle befindet sich nun die Dienststelle Bayreuth des Eichamts Bayreuth-Bamberg-Hof. Das danebenstehende Garnisonsbeamtenhaus blieb in diesem Block erhalten, ebenso das einstige Arrestgebäude an der Ludwig-Thoma-Straße. Das ehemalige Raufuttermagazin beherbergte zunächst eine Spedition, aktuell ist dort eine Apotheke untergebracht. Zwei gleichartige Magazine wurden im Bombenkrieg zerstört. Auf dieser Fläche siedelte sich zunächst eine Kohlenhandlung an, die einen Gleisanschluss von der Bahnstrecke Bayreuth–Hollfeld hatte. Jetzt sind dort ein Möbelhaus und nördlich davon ein Elektronikmarkt angesiedelt.
Von der ehemaligen Kavallerie-Kaserne (Chevaux légers) stehen südlich der Leibnizstraße noch mehrere Familiengebäude und einer der Krankenställe für die Pferde, der unter Denkmalschutz steht. Des Weiteren befinden sich in diesem Block die einstige Doppeleskadronkaserne, die jetzt als Wohnheim für Asylbewerber dient, und ehemalige Stallungen und Remisen, die kommerziell genutzt werden. An der Ludwig-Thoma-Straße hat sich ein Betrieb für Textilveredelung niedergelassen. Das gegenüberliegende Gebäude Ludwig-Thoma-Straße 18, das zuletzt ausländische Arbeitnehmer und Asylbewerber beherbergte, brannte im Mai 1992 aus und wurde anschließend abgerissen.
2020 wurde bekannt, dass das Freigelände der ehemaligen US-Kaserne bebaut werden soll. Ab 2022 sollen dort 350 Mietwohnungen „mit guter Qualität zu bezahlbaren Preisen“ entstehen. Für Fußgänger und Radfahrer ist eine Verbindung von der Leibnizstraße zur Peter-Rosegger-Straße geplant.

## Sonstiges
Für die Kavallerie gibt es in der Literatur die Bezeichnungen Chevaulegers, Chevauxlegers und Chevaux légers. Im örtlichen Sprachgebrauch sind die – mittlerweile gewerblich genutzten Gebäude – längs der Pottensteiner Straße die „Schwoläschee“-Kaserne.
Das Dienstgebäude des 7. Infanterieregiments wurde ab 1898 an der Stelle des vormaligen Kontumaz-Stalls, in dem kranke Pferde untergebracht wurden, errichtet. Je nach Geschoss wurden für die Fassade gelbbraune und hellgraue Sandsteine aus einem Steinbruch im nahen Donndorf verwendet. Der Bau mit mehr als 100 Räumen beherbergte das Offizierskasino, wo ledige junge Offiziere ihre Mahlzeiten einnehmen mussten. Landesweit berichtet wurde über dortige „sexuelle Ausschweifungen“ mit splitternackten Teilnehmern. Mit dem Ende des Ersten Weltkriegs verlor es seine Funktion und diente fortan als Versorgungsamt ein für versehrte Soldaten, in der jungen Bundesrepublik dann als Kreiswehrersatzamt. Heute ist es als Justizgebäude II eine Außenstelle des Landgerichts Bayreuth.

## Angrenzende Stadtquartiere

### Südwestliche Innenstadt
Am Nordrand der Rathenaustraße (damals: Kasernstraße), gegenüber der „Siebenerkaserne“, wurden im Zuge des Kasernenbaus im gleichen Baustil Häuser errichtet, in denen Offiziere mit ihren Familien in gehobenem Wohnstil lebten (→ Südwestliche Innenstadt).

### Zwischen Leuschnerstraße und Justus-Liebig-Straße
Am 10. April 1892 ging in der heutigen Leuschnerstraße das Bordell der Eheleute Josef und Anna Kratz in Betrieb. Das als „Weinhandlung Kratz“ geführte Etablissement änderte bei gleichem Standort mehrmals die Anschrift (Kasernstraße 23 1/2 bzw. 23, Wörthstraße 32) und zog 1904 in das neu gebaute Haus Wörthstraße 48 1/2 um. Beim Bombenangriff am 8. April 1945 wurde das Gebäude zerstört.
Südlich davon, in Höhe des heutigen Lessingwegs, entstanden im Dritten Reich militärische Lagerhallen, die im April 1945 durch Bomben zerstört wurden. Ab 1950 entstand dort die – nach dem Bauträger so benannte – Pöhner-Siedlung mit einfachen Reihenhäusern ohne Garagen.

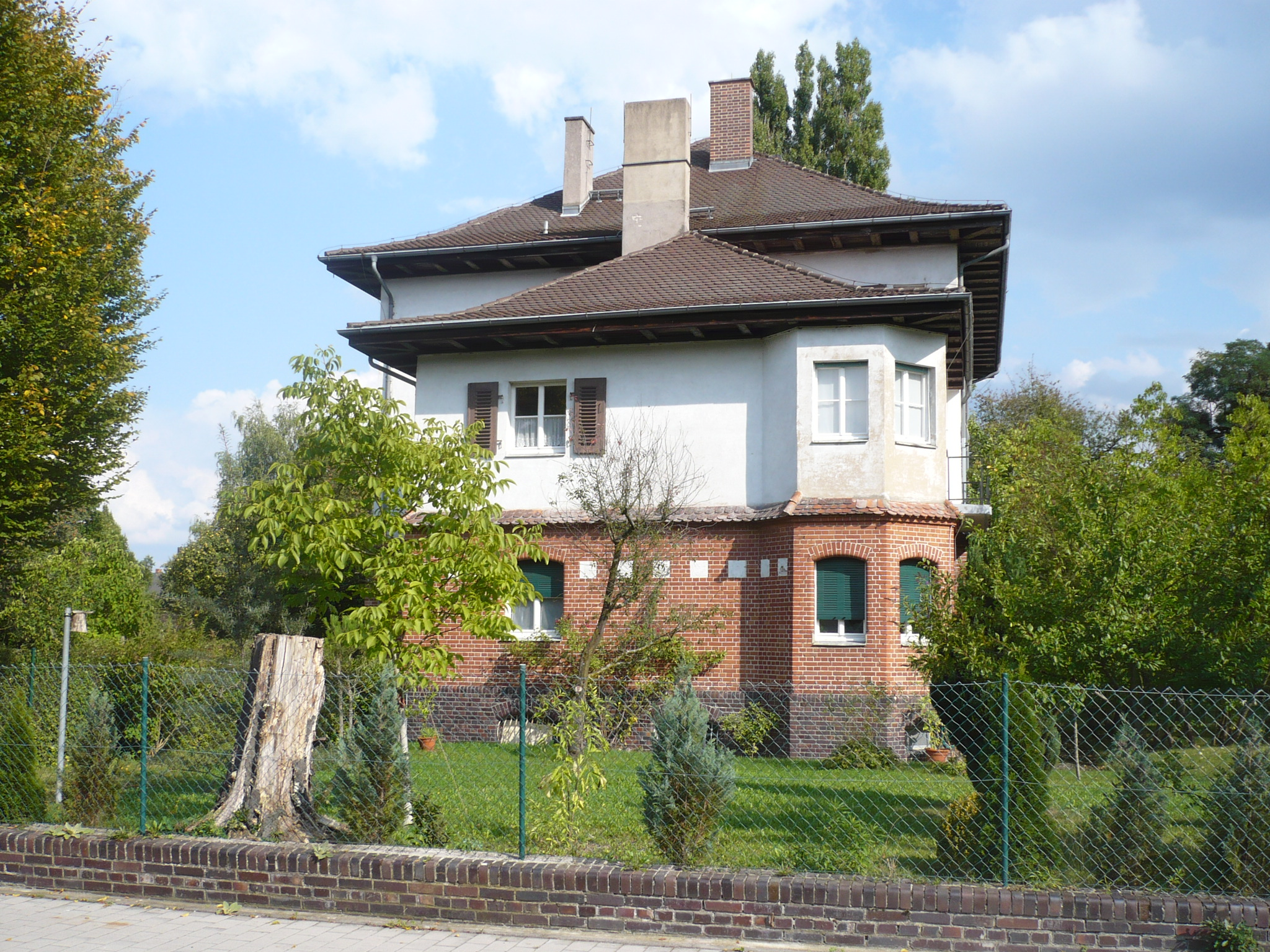
Früheres Garnisonsbeamtenhaus an der Leuschnerstraße
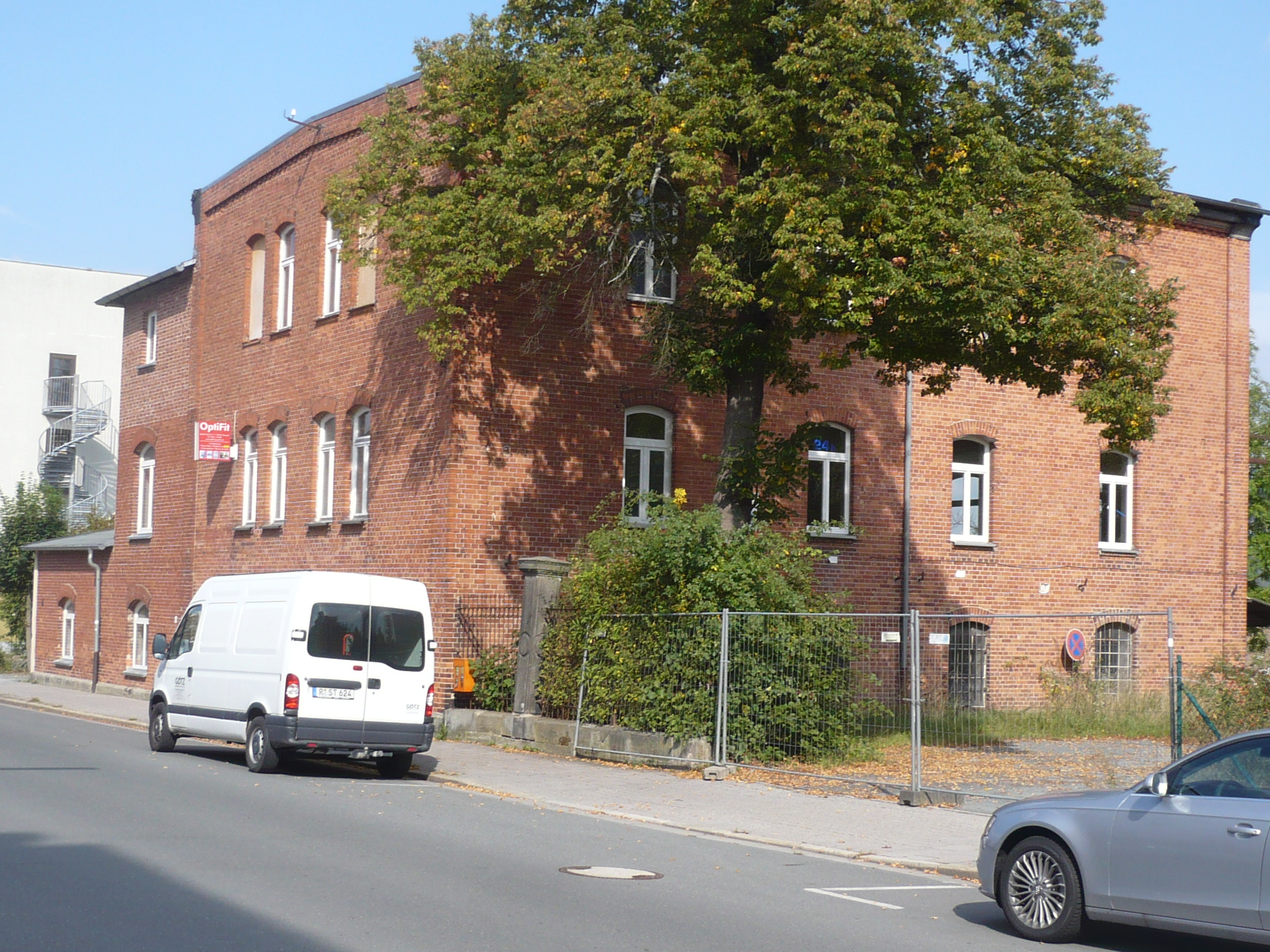
Restgebäude der Fahrzeugremise in der Robert-Koch-Straße, 2014 abgebrochen
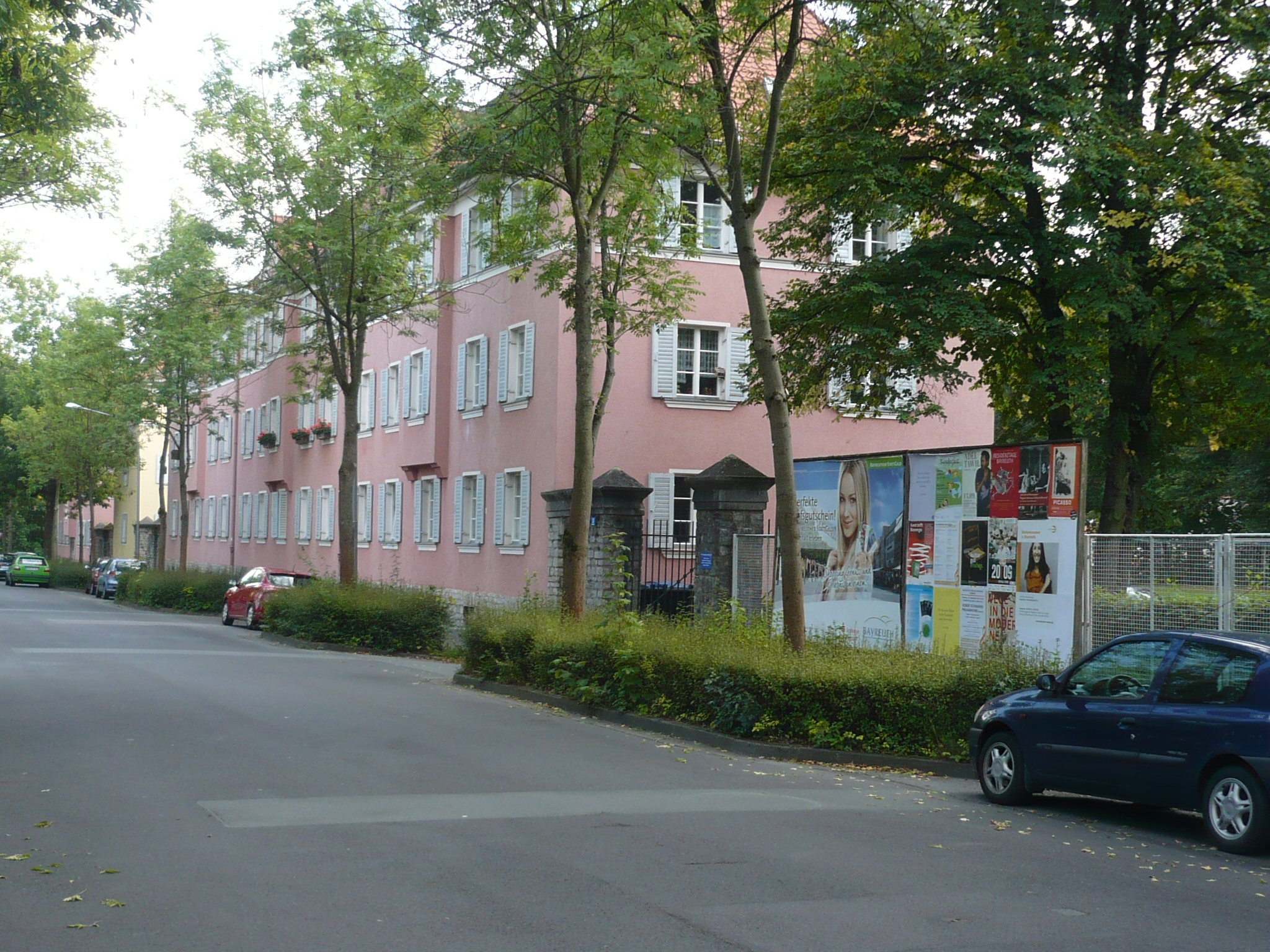
Familienhäuser der „Chevaux légers“ in der Leibnizstraße
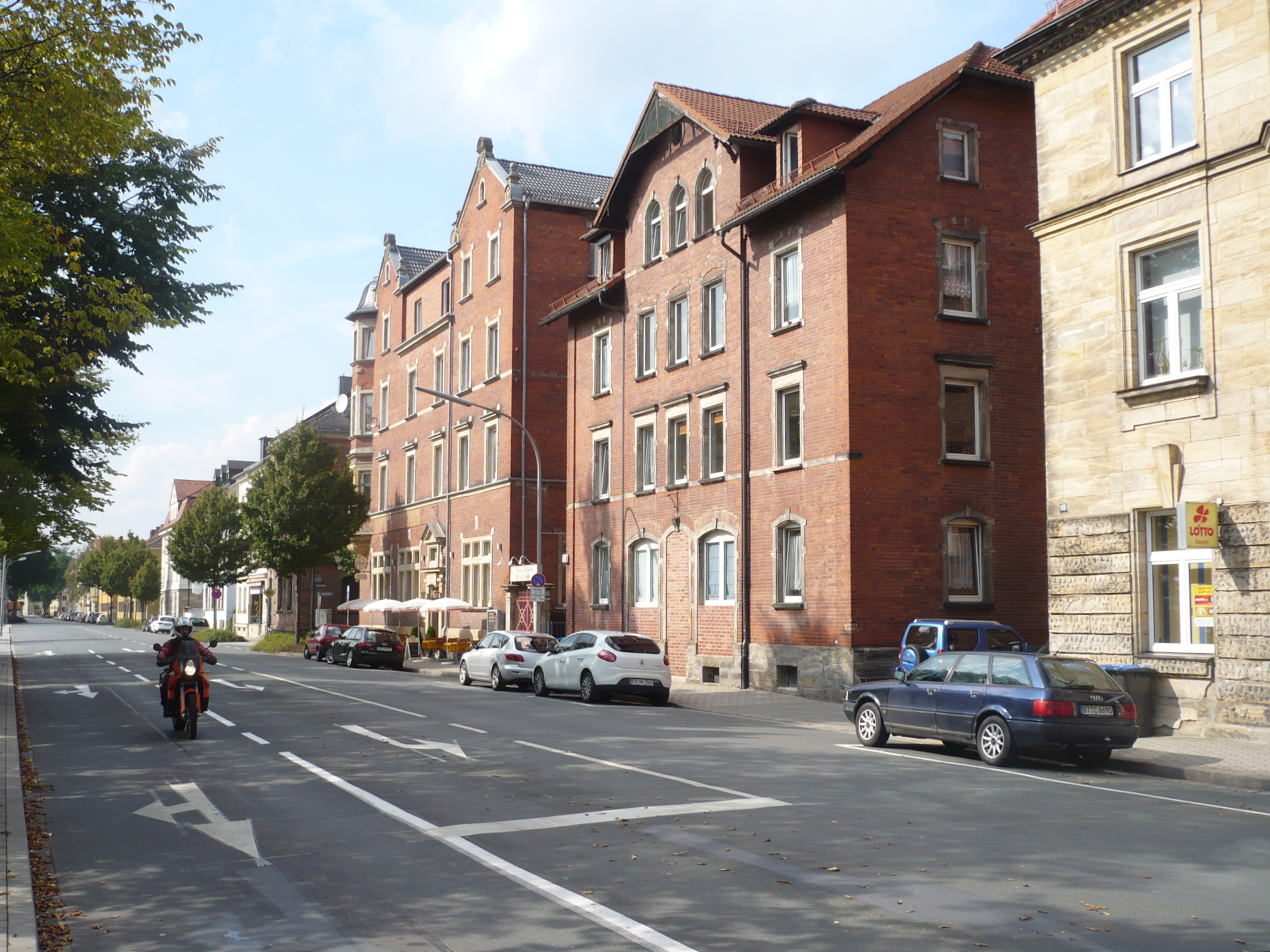
Ehemalige Häuser für Offiziere in der Rathenaustraße
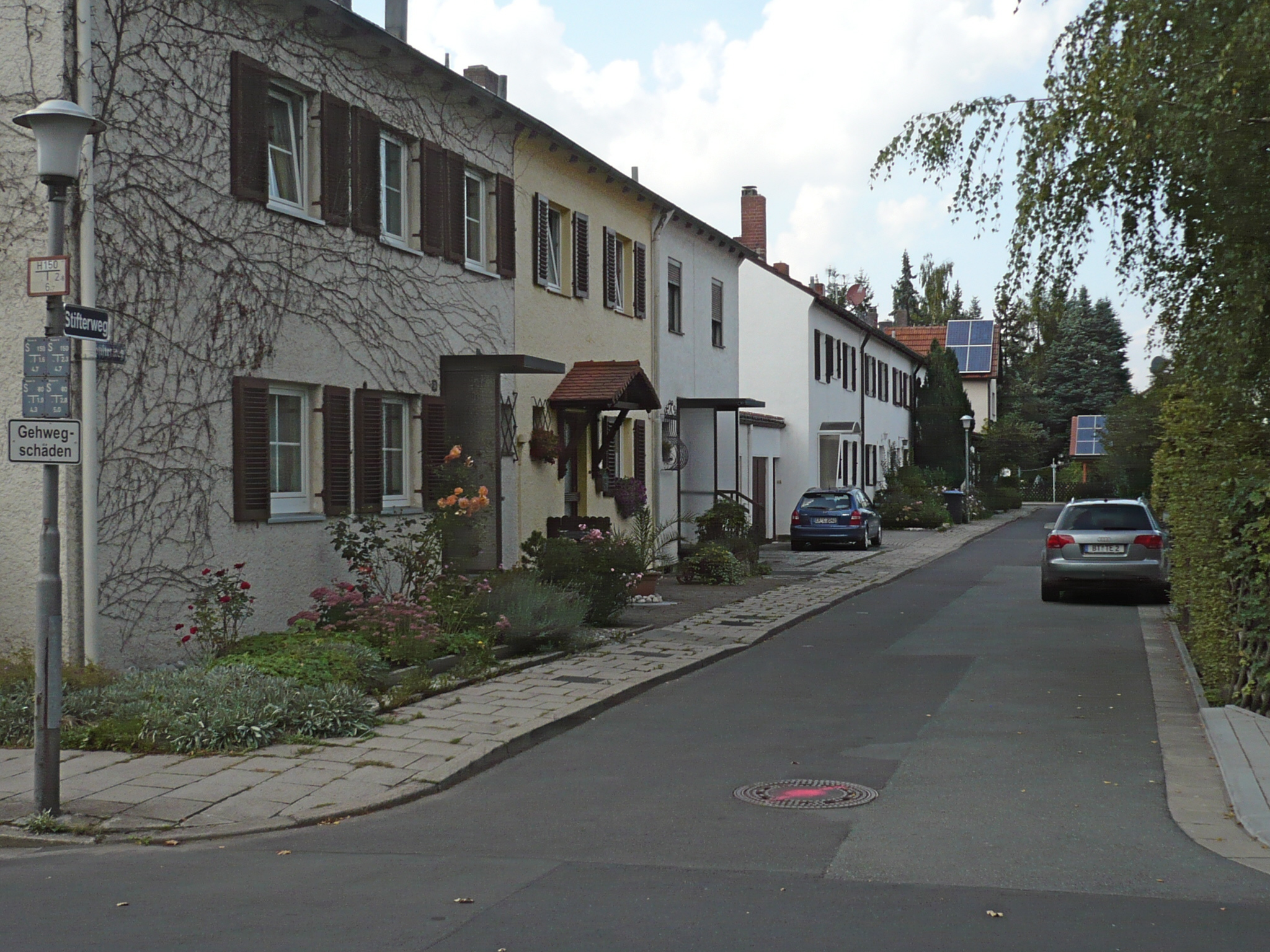
Reihenhäuser am Stifterweg in der „Pöhner-Siedlung“